# موريا (إيباراكي)
موريا (باليابانية: 守谷市 موريا-شي) هي مدينة تقع في محافظة إيباراكي، اليابان. تأسست المدينة في 2 فبراير 2002.

## أعلام
- تاكويا تيرادا
- ماساكاتسو ساوا

## وصلات خارجية
- موقع بلدية موريا